# 澧西街道
澧西街道，是中华人民共和国湖南省常德市澧县下辖的一个乡镇级行政单位。

## 行政区划
澧阳镇下辖以下地区：
小西门社区、护城社区、关心社区、四马社区、朱家岗社区、水莲村、群星村、黄泥村、澄坪村、向阳村、新高堰村、石虎村、荣隆村和白米村。